# 140 PO 7001 à 7076
Les 140 PO 7001 à 7076 sont des locomotives de type Consolidation construites par Alco en 1917 à Schenectady (NY) aux États-Unis et utilisées sur le réseau de la compagnie d'Orléans.

## Histoire
Les locomotives sont livrées en 1918 et 1920 et sont immatriculées 140-7001 à 7076. Leur affectation est limitée aux trains de marchandises, messageries et omnibus . En 1938, lors de la création de la SNCF, elles deviennent 140 H 701 à 776.

## Description
Ces machines sont construites selon une conception américaine. Le châssis est à barres et la chaudière est du type « wagon top » à foyer débordant. Elle est munie de la surchauffe.

## Caractéristiques
Pression de la chaudière : 12 bar (1,2 MPa)
Surface de grille : 3,17 m2
Surface de chauffe : 169,3 m2
Surface de surchauffe : 47,43 m2
Diamètre et course des cylindres: 584 x 660 mm
Diamètre des roues motrices : 1 400 mm
Diamètre des roues du bogie : 832 mm
Masse à vide : 66,7 t
Masse en ordre de marche : 74,5 t
Masse adhérente :65 t
Longueur hors tout : 11,408 m
Vitesse maxi en service : 80 km/h